# Snartemofundene
Snartemofundene er en række rige gravfund fra gården Snartemo i Hægebostad kommune i Vest-Agder i Norge.
Fundene er dateret til jernalderen, og blandt dem er et særligt fornemt dekoreret sværd kaldet Snartemosværdet.

## Fundene
Snartemo I blev fundet i 1847 og opgives at være fundet i en gravrøse på Svartemoen i Hægebostad. Det er antagelig en fejlskrivning af Snartemo. Fundet indeholder en benkam af ganske usædvanlig form og et bronzebeslag.
Genstandene fra Snartemo II blev købt af Stavanger Museum i 1878 af en lokal opkøber. Sommeren efter var Oluf Rygh på feltarbejde i Holum, og han fik indsamlet en del oplysninger om fundet: Det kom fra en stor gravhøj som var ødelagt ved vejanlæg. Graven har ligget i sydenden af højen, der lå øst-vest og skåret ned under højen. Den havde indeholdt et tveægget sværd, tre spydspidser, skjoldbule, økse og en del smågenstande. Der var også to bronzekedler, et glasbæger, dragtudstyr og en betalingsring af guld. 
Snartemo III blev leveret til Bergens Museum året efter. Fundet kom fra en gravhøj på omtrent 10 m i diameter. Et lerkar, et jernspænde og brændte ben havde ligget i en brandflade, en tyk koncentration af trækul og brøndte ben.
Snartemo IV blev fundet i 1916 i en stor gravhøj. I den havde der været et kammer bygget af sten. I det stod en bronzekedel med en del brændte ben og en ødelagt slibesten af kvarts.
Snartemo V blev fundet lige syd for Snartemo II den 30. oktober 1933 af brødrerne Olav og Rikard Killingland, der ville opdyrke et nyt stykke jord. Her fandt de en stor flad sten under jorden, og ved nærmere undersøgelse viste den sig at dække et gravkammer. I graven fandtes rigt gravgods, og de kontaktede herefter Universitetets Oldsaksamling. Resten af graven blev da undersøgt af Louis Smedstad. Denne grav indeholdt blandt andet et gulddekoreret sværd, knive, spydspidser, en glaskrukke, et bæltespænde og guldringe. Fundet er dateret til folkevandringstiden i slutningen af jernalderen.